# Radikovci
Radikovci su naselje u Hrvatskoj, regiji Slavoniji u Osječko-baranjskoj županiji i nalaze se u sastavu grada Donjeg Miholjca.

## Zemljopisni položaj
Radikovci nalaze se na 96 metara nadmorske visine u nizini istočnohrvatske ravnice, a sjeverno od sela protječe rijeka Karašica. Selo se nalazi na županijskoj cesti ŽC 4047 Miholjački Poreč D53- Črnkovci D34. Susjedna naselja: zapadno Miholjački Poreč te sjeverozapadno Rakitovica. Istočno se nalaze Čamagajevci a južno Magadenovac i Šljivoševci naselja u sastavu općine Magadenovac. Pripadajući poštanski broj je 31540 Donji Miholjac, telefonski pozivni 031 i registarska pločica vozila NA (Našice). Površina katastarske jedinice naselja Radikovci je 9,24 km2.

## Povijest
Radikovci se prvi puta spominju 1332. godine. Pretpostavlja se da su Radikovci bili pokraj rijeke Karašice. Dolaskom Turaka 1524. godine selo je bilo razoreno i opljačkano. Od 1688. do 1702. u selo se vratilo 16 obitelji. U Drugom svjetskom ratu bilo je sagrađeno oko 200 kuća.

## Stanovništvo
| broj stanovnika | 512   | 479   | 445   | 526   | 499   | 670   | 681   | 666   | 768   | 750   | 731   | 523   | 430   | 348   | 338   | 292   | 246   |
|                 | 1857. | 1869. | 1880. | 1890. | 1900. | 1910. | 1921. | 1931. | 1948. | 1953. | 1961. | 1971. | 1981. | 1991. | 2001. | 2011. | 2021. |

## Crkva
U selu se nalazi rimokatolička crkva Sv. Ane koja pripada istoimenoj katoličkoj župi i donjomiholjačkom dekanatu Đakovačko-osječke nadbiskupije. Crkveni god (proštenje) ili kirvaj slavi se 26. srpnja.

## Obrazovanje i školstvo
U selu se nalazi škola do četvrtog razreda koja radi u sklopu Osnovne škole Matija Gubec u Magadenovcu.

## Kultura
Kulturno umjetničko društvo "Sveta Ana" Radikovci osnovano je 17. siječnja 2010. godine.
Kulturno športski događaj "Praćkijada" održava se u prvom tjednu mjeseca rujna. Sudionici ove manifestacije natječu se u gađanju praćkom.

## Šport
NK Bratstvo Radikovci natječe se u sklopu 2. ŽNL.  Klub je osnovan 1937.

## Ostalo
U selu djeluje Dobrovoljno vatrogasno društvo Radikovci, Udruga "Praćkijadaˇ" Radikovci, te Lovačko društvo "Jelen" Radikovci.U selu djeluje i udruga mladih "Avantura" Radikovci, osnovana 2009. godine.

## Vanjska poveznica
- http://www.donjimiholjac.hr/
- http://os-mgubec-magadenovac.skole.hr/  Arhivirana inačica izvorne stranice od 1. veljače 2014. (Wayback Machine)